# Sarcopènia
La sarcopènia és la pèrdua degenerativa de la massa del múscul esquelètic (pèrdua 0,5-1% per any després dels 50 anys), la seva qualitat i força associades, habitualment, amb l'envelliment. La sarcopènia és un component de la síndrome de fragilitat. Sovint és un component de la caquèxia. També pot existir independentment de la caquèxia; mentre que la caquèxia inclou malestar i és secundària a una patologia subjacent (com el càncer). La sarcopènia es pot produir en persones sanes i no necessàriament inclou malestar. El terme ve del grec σάρξ, "carn" i πενία, "pobresa".